# Seere
Seere (Sear, Seir), prema demonologiji, sedamdeseti duh Goecije koji vlada nad dvadeset i šest legija. Močan je demon podređen kralju Istoka, Amaimonu. Može učiniti obilje stvari koje su se iznenada dogodile i napraviti sve što se traži od njega. Može u trenu proći kroz Zemlju. Rado krade skrivena blaga.